# Dimitris Pelkas
Dimitris Pelkas (Grieks: Δημήτρης Πέλκας) (Giannitsa (Pella), 26 oktober 1993) is een Grieks voetballer die doorgaans speelt als middenvelder. In januari 2025 verruilde hij Istanbul Başakşehir voor PAOK Saloniki. Pelkas maakte in 2015 zijn debuut in het Grieks voetbalelftal.

## Clubcarrière
Pelkas speelde vanaf 2005 in de jeugd van PAOK Saloniki. Zijn debuut in het eerste elftal maakte hij op 3 september 2012, toen met 1–0 verloren werd op bezoek bij Atromitos. De middenvelder mocht van coach Giorgos Donis in de basis beginnen en hij werd twintig minuten voor tijd gewisseld ten faveure van Bertrand Robert. In de zomer van 2013 huurde Apollon Kalamarias Pelkas voor één seizoen.
Het seizoen 2014/15 bracht hij door op huurbasis bij Vitória Setúbal. In de Primeira Liga was hij een vaste waarde en na zijn terugkeer in Thessaloniki kreeg hij een nieuwe verbintenis voorgeschoteld, tot medio 2018. Zijn eerste competitiedoelpunt voor PAOK volgde op 18 oktober 2015, tegen stadsgenoot Iraklis Saloniki. Pelkas zag na zijn eigen doelpunt ook teamgenoten Dimitar Berbatov en Giorgos Tzavelas scoren. Iraklis scoorde ook driemaal, dus het eindigde in 3–3. Pelkas verlengde in september 2017 zijn contract met drie seizoenen tot en met het seizoen 2020/21.
In oktober 2020 maakte Pelkas voor een bedrag van circa anderhalf miljoen euro de overstap naar Fenerbahçe, waar hij zijn handtekening zette onder een verbintenis voor de duur van drie seizoenen met een optie op een jaar extra. Medio 2022 huurde Hull City de Griek voor een seizoen. Na dit seizoen tekende hij voor één jaar bij Istanbul Başakşehir, met een optie op een seizoen extra. Na één seizoen werd zijn contract met twee seizoenen verlengd, tot medio 2026. Deze verbintenis zat Pelkas niet uit, want in januari 2025 keerde hij transfervrij terug bij PAOK Saloniki.

## Clubstatistieken
| Seizoen | Club                 | Competitie      | Competitie | Competitie | Beker | Beker | Internationaal | Internationaal | Totaal | Totaal |
| Seizoen | Club                 | Competitie      | Wed.       | Dlp.       | Wed.  | Dlp.  | Wed.           | Dlp.           | Wed.   | Dlp.   |
| ------- | -------------------- | --------------- | ---------- | ---------- | ----- | ----- | -------------- | -------------- | ------ | ------ |
| 2012/13 | PAOK Saloniki        | Super League    | 10         | 0          | 3     | 0     | 3              | 1              | 16     | 1      |
| 2013/14 | → Apollon Kalamarias | Football League | 17         | 7          | 1     | 0     | —              | —              | 18     | 7      |
| 2014/15 | → Vitória Setúbal    | Primeira Liga   | 24         | 2          | 6     | 2     | —              | —              | 30     | 4      |
| 2015/16 | PAOK Saloniki        | Super League    | 32         | 4          | 6     | 3     | 10             | 2              | 48     | 9      |
| 2016/17 | PAOK Saloniki        | Super League    | 15         | 3          | 7     | 3     | 4              | 1              | 26     | 7      |
| 2017/18 | PAOK Saloniki        | Super League    | 24         | 8          | 10    | 4     | 3              | 0              | 37     | 12     |
| 2018/19 | PAOK Saloniki        | Super League    | 22         | 3          | 6     | 1     | 11             | 2              | 39     | 6      |
| 2019/20 | PAOK Saloniki        | Super League    | 19         | 3          | 4     | 4     | 4              | 0              | 27     | 7      |
| 2020/21 | PAOK Saloniki        | Super League    | 4          | 0          | 0     | 0     | 4              | 2              | 8      | 2      |
| 2020/21 | Fenerbahçe           | Süper Lig       | 32         | 7          | 2     | 1     | —              | —              | 34     | 8      |
| 2021/22 | Fenerbahçe           | Süper Lig       | 23         | 4          | 2     | 0     | 8              | 1              | 33     | 5      |
| 2022/23 | → Hull City          | Championship    | 26         | 2          | 0     | 0     | —              | —              | 26     | 2      |
| 2023/24 | Istanbul Başakşehir  | Süper Lig       | 23         | 6          | 2     | 1     | 0              | 0              | 25     | 7      |
| 2024/25 | Istanbul Başakşehir  | Süper Lig       | 11         | 0          | 0     | 0     | 11             | 2              | 22     | 2      |
| 2024/25 | PAOK Saloniki        | Super League    | 2          | 0          | 0     | 0     | 0              | 0              | 2      | 0      |
| Totaal  | Totaal               | Totaal          | 284        | 49         | 49    | 19    | 58             | 11             | 391    | 79     |

Bijgewerkt op 6 februari 2025.

## Interlandcarrière
Pelkas maakte op 8 oktober 2015 zijn debuut in het Grieks voetbalelftal toen in een kwalificatiewedstrijd voor het EK 2016 met 3–1 verloren werd van Noord-Ierland. Namens de thuisploeg kwamen Steven Davis (tweemaal) en Josh Magennis tot scoren, waarna de Griek Christos Aravidis wat terugdeed. Pelkas mocht van bondscoach Tsanas Kostas na eenenzeventig minuten spelen invallen voor Panagiotis Kone. Op 9 oktober 2021, tijdens zijn eenentwintigste interlandoptreden, kwam Pelkas voor het eerst tot scoren in de nationale ploeg. Na een benutte strafschop van Anastasios Bakasetas besliste de middenvelder de eindstand tegen Georgië op 0–2.
| Interlands van Dimitris Pelkas voor Griekenland | Interlands van Dimitris Pelkas voor Griekenland | Interlands van Dimitris Pelkas voor Griekenland | Interlands van Dimitris Pelkas voor Griekenland | Interlands van Dimitris Pelkas voor Griekenland | Interlands van Dimitris Pelkas voor Griekenland |
| №                                               | Datum                                           | Wedstrijd                                       | Uitslag                                         | Competitie                                      | Goals                                           |
| Als speler bij PAOK Saloniki                    | Als speler bij PAOK Saloniki                    | Als speler bij PAOK Saloniki                    | Als speler bij PAOK Saloniki                    | Als speler bij PAOK Saloniki                    | Als speler bij PAOK Saloniki                    |
| ----------------------------------------------- | ----------------------------------------------- | ----------------------------------------------- | ----------------------------------------------- | ----------------------------------------------- | ----------------------------------------------- |
| 1                                               | 8 oktober 2015                                  | Noord-Ierland – Griekenland                     | 3 – 1                                           | EK 2016 kwalificatie                            |                                                 |
| 2                                               | 11 oktober 2015                                 | Griekenland – Hongarije                         | 4 – 3                                           | EK 2016 kwalificatie                            |                                                 |
| 3                                               | 13 november 2015                                | Luxemburg – Griekenland                         | 1 – 0                                           | Vriendschappelijk                               |                                                 |
| 4                                               | 12 november 2017                                | Griekenland – Kroatië                           | 0 – 0                                           | WK 2018 kwalificatie                            |                                                 |
| 5                                               | 23 maart 2018                                   | Griekenland – Kroatië                           | 0 – 1                                           | Vriendschappelijk                               |                                                 |
| 6                                               | 27 maart 2018                                   | Egypte – Griekenland                            | 0 – 1                                           | Vriendschappelijk                               |                                                 |
| 7                                               | 15 mei 2018                                     | Saoedi-Arabië – Griekenland                     | 2 – 0                                           | Vriendschappelijk                               |                                                 |
| 8                                               | 8 september 2018                                | Estland – Griekenland                           | 0 – 1                                           | Nations League 2018/19                          |                                                 |
| 9                                               | 11 september 2018                               | Hongarije – Griekenland                         | 2 – 1                                           | Nations League 2018/19                          |                                                 |
| 10                                              | 12 oktober 2018                                 | Griekenland – Hongarije                         | 1 – 0                                           | Nations League 2018/19                          |                                                 |
| 11                                              | 15 oktober 2018                                 | Finland – Griekenland                           | 2 – 0                                           | Nations League 2018/19                          |                                                 |
| 12                                              | 15 november 2018                                | Griekenland – Finland                           | 1 – 0                                           | Nations League 2018/19                          |                                                 |
| 13                                              | 30 mei 2019                                     | Turkije – Griekenland                           | 2 – 1                                           | Vriendschappelijk                               |                                                 |
| 14                                              | 11 juni 2019                                    | Griekenland – Armenië                           | 2 – 3                                           | EK 2020 kwalificatie                            |                                                 |
| 15                                              | 5 september 2019                                | Finland – Griekenland                           | 1 – 0                                           | EK 2020 kwalificatie                            |                                                 |
| Als speler bij Fenerbahçe                       |                                                 |                                                 |                                                 |                                                 |                                                 |
| 16                                              | 11 oktober 2020                                 | Griekenland – Moldavië                          | 2 – 0                                           | Nations League 2020/21                          |                                                 |
| 17                                              | 14 oktober 2020                                 | Griekenland – Kosovo                            | 0 – 0                                           | Nations League 2020/21                          |                                                 |
| 18                                              | 11 november 2020                                | Griekenland – Cyprus                            | 2 – 1                                           | Vriendschappelijk                               |                                                 |
| 19                                              | 3 juni 2021                                     | België – Griekenland                            | 1 – 1                                           | Vriendschappelijk                               |                                                 |
| 20                                              | 6 juni 2021                                     | Noorwegen – Griekenland                         | 1 – 2                                           | Vriendschappelijk                               |                                                 |
| 21                                              | 9 oktober 2021                                  | Georgië – Griekenland                           | 0 – 2                                           | WK 2022 kwalificatie                            | 90+5'                                           |
| 22                                              | 12 oktober 2021                                 | Zweden – Griekenland                            | 2 – 0                                           | WK 2022 kwalificatie                            |                                                 |
| 23                                              | 11 november 2021                                | Griekenland – Spanje                            | 0 – 1                                           | WK 2022 kwalificatie                            |                                                 |
| 24                                              | 14 november 2021                                | Griekenland – Kosovo                            | 1 – 1                                           | WK 2022 kwalificatie                            |                                                 |
| 25                                              | 25 maart 2022                                   | Roemenië – Griekenland                          | 0 – 1                                           | Vriendschappelijk                               |                                                 |
| 26                                              | 28 maart 2022                                   | Montenegro – Griekenland                        | 1 – 0                                           | Vriendschappelijk                               |                                                 |
| Als speler bij Hull City                        |                                                 |                                                 |                                                 |                                                 |                                                 |
| 27                                              | 24 september 2022                               | Cyprus – Griekenland                            | 1 – 0                                           | Nations League 2022/23                          |                                                 |
| 28                                              | 27 september 2022                               | Griekenland – Noord-Ierland                     | 3 – 1                                           | Nations League 2022/23                          | 14'                                             |
| 29                                              | 17 november 2022                                | Malta – Griekenland                             | 2 – 2                                           | Vriendschappelijk                               |                                                 |
| 30                                              | 24 maart 2023                                   | Gibraltar – Griekenland                         | 0 – 3                                           | EK 2024 kwalificatie                            |                                                 |
| 31                                              | 16 juni 2023                                    | Griekenland – Ierland                           | 2 – 1                                           | EK 2024 kwalificatie                            |                                                 |
| Als speler bij Istanbul Başakşehir              |                                                 |                                                 |                                                 |                                                 |                                                 |
| 32                                              | 10 september 2023                               | Griekenland – Gibraltar                         | 5 – 0                                           | EK 2024 kwalificatie                            | 9'                                              |
| 33                                              | 13 oktober 2023                                 | Ierland – Griekenland                           | 0 – 2                                           | EK 2024 kwalificatie                            |                                                 |
| 34                                              | 17 november 2023                                | Griekenland – Nieuw-Zeeland                     | 2 – 0                                           | Vriendschappelijk                               |                                                 |
| 35                                              | 21 maart 2024                                   | Griekenland – Kazachstan                        | 5 – 0                                           | EK 2024 kwalificatie                            | 15'                                             |
| 36                                              | 26 maart 2024                                   | Georgië – Griekenland                           | 0 – 0 (4 – 2 n.s.)                              | EK 2024 kwalificatie                            |                                                 |
| 37                                              | 7 september 2024                                | Griekenland – Finland                           | 3 – 0                                           | Nations League 2024/25                          |                                                 |
| 38                                              | 10 september 2024                               | Ierland – Griekenland                           | 0 – 2                                           | Nations League 2024/25                          |                                                 |
| 39                                              | 10 oktober 2024                                 | Engeland – Griekenland                          | 1 – 2                                           | Nations League 2024/25                          |                                                 |
| 40                                              | 13 oktober 2024                                 | Griekenland – Ierland                           | 2 – 0                                           | Nations League 2024/25                          |                                                 |
| 41                                              | 14 november 2024                                | Griekenland – Engeland                          | 0 – 3                                           | Nations League 2024/25                          |                                                 |
| 42                                              | 17 november 2024                                | Finland – Griekenland                           | 0 – 2                                           | Nations League 2024/25                          |                                                 |

Bijgewerkt op 6 februari 2025.

## Erelijst
| Super League    | 1 | 2018/19                   |
| Kupello Ellados | 3 | 2016/17, 2017/18, 2018/19 |